# Nazionale maschile di roller derby del Galles
La nazionale di roller derby maschile del Galles è la selezione maggiore maschile di roller derby, il cui nickname è Team Wales, che rappresenta il Galles nelle varie competizioni ufficiali o amichevoli riservate a squadre nazionali. Si è classificata sesta nel campionato mondiale di roller derby maschile 2014.

## Risultati
Legenda: Grassetto: Risultato migliore, Corsivo: Mancate partecipazioni

## Dettaglio stagioni

### Amichevoli
| Stagione | Vin | Par | Per | Tot | PF | PS  | avversaria  |
| -------- | --- | --- | --- | --- | -- | --- | ----------- |
| 2014     | 0   | 0   | 1   | 1   | 76 | 346 | Inghilterra |
|          |     |     |     |     |    |     |             |
| Totale   | 0   | 0   | 1   | 1   | 76 | 346 |             |

### Tornei

#### Mondiali
| Stagione | regular season | regular season | regular season | regular season | regular season | regular season | playoff | playoff | playoff | playoff | playoff | playoff   | playoff    |
|          | Vin            | Par            | Per            | Tot            | PF             | PS             | Vin     | Per     | Tot     | PF      | PS      | risultato | avversaria |
| -------- | -------------- | -------------- | -------------- | -------------- | -------------- | -------------- | ------- | ------- | ------- | ------- | ------- | --------- | ---------- |
| 2014     | 1              | 0              | 1              | 2              | 120            | 252            | 2       | 1       | 3       | 491     | 605     | Sesta     | Australia  |
| 2016     |                |                |                |                |                |                |         |         |         |         |         |           |            |
|          |                |                |                |                |                |                |         |         |         |         |         |           |            |
| Totale   | 1              | 0              | 1              | 2              | 120            | 252            | 2       | 1       | 3       | 491     | 605     |           |            |

#### 4 Nations
| Stagione | regular season | regular season | regular season | regular season | regular season | regular season | playoff | playoff | playoff | playoff | playoff | playoff       | playoff     |
|          | Vin            | Par            | Per            | Tot            | PF             | PS             | Vin     | Per     | Tot     | PF      | PS      | risultato     | avversaria  |
| -------- | -------------- | -------------- | -------------- | -------------- | -------------- | -------------- | ------- | ------- | ------- | ------- | ------- | ------------- | ----------- |
| 2015     | 2              | 0              | 1              | 3              | 432            | 467            |         |         |         |         |         | Secondo posto | Inghilterra |
|          |                |                |                |                |                |                |         |         |         |         |         |               |             |
| Totale   | 2              | 0              | 1              | 3              | 432            | 467            |         |         |         |         |         |               |             |

### Riepilogo bout disputati
| Anno | Luogo      | Evento                  | Fase del torneo          | Incontro             | Risultato |
| 2014 | Birmingham | International Incident! |                          | Inghilterra - Galles | 346 - 76  |
| 2014 | Birmingham | Mondiale                | Fase a gironi            | Stati Uniti - Galles | 217 - 13  |
| 2014 | Birmingham | Mondiale                | Fase a gironi            | Galles - Finlandia   | 107 - 35  |
| 2014 | Birmingham | Mondiale                | Quarti di finale         | Canada - Galles      | 281 - 46  |
| 2014 | Birmingham | Mondiale                | Semifinale 5º - 8º posto | Galles - Scozia      | 245 - 123 |
| 2014 | Birmingham | Mondiale                | Finale 5º - 6º posto     | Australia - Galles   | 201 - 200 |
| 2015 | Birmingham | 4 Nations               |                          | Galles - Scozia      | 163 - 83  |
| 2015 | Birmingham | 4 Nations               |                          | Francia - Galles     | 116 - 231 |
| 2015 | Birmingham | 4 Nations               |                          | Galles - Inghilterra | 38 - 268  |
| 2016 | Cardiff    | Amichevole              |                          | Galles - Irlanda     |           |

## Confronti con le altre Nazionali
Questi sono i saldi del Galles nei confronti delle Nazionali incontrate.

### Saldo positivo
| Nazionale | Giocate | Vinte | Pareggiate | Perse | PF  | PS  | Ultima vittoria | Ultimo pari | Ultima sconfitta |
| --------- | ------- | ----- | ---------- | ----- | --- | --- | --------------- | ----------- | ---------------- |
| Scozia    | 2       | 2     | 0          | 0     | 408 | 206 | 2015            | -           | -                |
| Francia   | 1       | 1     | 0          | 0     | 231 | 116 | 2015            | -           | -                |
| Finlandia | 1       | 1     | 0          | 0     | 107 | 35  | 2014            | -           | -                |

### Saldo negativo
| Nazionale   | Giocate | Vinte | Pareggiate | Perse | PF  | PS  | Ultima vittoria | Ultimo pari | Ultima sconfitta |
| ----------- | ------- | ----- | ---------- | ----- | --- | --- | --------------- | ----------- | ---------------- |
| Australia   | 1       | 0     | 0          | 1     | 200 | 201 | -               | -           | 2014             |
| Stati Uniti | 1       | 0     | 0          | 1     | 13  | 217 | -               | -           | 2014             |
| Canada      | 1       | 0     | 0          | 1     | 46  | 281 | -               | -           | 2014             |
| Inghilterra | 2       | 0     | 0          | 2     | 114 | 614 | -               | -           | 2015             |